# كريستيان هايوجارد
كريستيان هايوجارد (بالدنماركية: Kristian Haugaard)‏ هو دراج دنماركي، ولد في 27 فبراير 1991 في آرهوس في الدنمارك.

## وصلات خارجية
- كريستيان هايوجارد على موقع الاتحاد الدولي للدراجات (الإنجليزية)
- كريستيان هايوجارد على موقع أرشيف الدراجات (الإنجليزية)
- كريستيان هايوجارد على موقع إحصائيات الدراجات الإحترافية (الإنجليزية)
- كريستيان هايوجارد على موقع نسبة الدراجات (الإنجليزية)